# 漢普頓 (紐約州)
漢普頓（英語：Hampton）是一個位於美國紐約州華盛頓縣的鎮。

## 人口
根據2020年美國人口普查的數據，漢普頓的面積為58.51平方千米，當中陸地面積為57.91平方千米，而水域面積為0.60平方千米。當地共有人口857人，而人口密度為每平方千米15人。